# おおいぬ座イプシロン星
おおいぬ座ε星は、太陽系からおおいぬ座の方向約405光年の距離にある恒星で2等星。V等級で1.50等と、2等星の中では最も明るい。

## 概要
4.91秒角離れたところにある9.3等星と連星系を成している。超新星爆発を起こすのに十分な質量を持っているが、超新星爆発を起こさない場合は珍しい酸素-ネオン白色矮星になるものと考えられている
ブラジルの国旗に描かれており、トカンティンス州を象徴する星とされている。

## 名称
ε Canis Majoris（略称はε CMa）。固有名のアダラ（Adhara）はアラビア語で「乙女たち」という意味の Al ʽAdhārā (ألعذاري) という言葉に由来する。2016年8月21日に国際天文学連合の恒星の命名に関するワーキンググループ (Working Group on Star Names, WGSN) によって、 Adhara がおおいぬ座ε星Aの固有名として正式に承認された。